# Nederlandse kampioenschappen baanwielrennen 2015
De Nederlandse kampioenschappen baanwielrennen 2015 werden gehouden in Sportpaleis Alkmaar op 20, 28 en 29 december 2015. Het omnium werd verreden op 21 en 22 november, eveneens in Alkmaar. De wedstrijden werden door de Koninklijke Nederlandsche Wielren Unie georganiseerd.

## Erelijst
| Discipline         | Goud                                                | Zilver                             | Brons                                |
| ------------------ | --------------------------------------------------- | ---------------------------------- | ------------------------------------ |
| Mannen             |                                                     |                                    |                                      |
| Ind. achtervolging | Wim Stroetinga                                      | Jenning Huizega                    | Roy Pieters                          |
| Keirin             | Matthijs Büchli                                     | Hugo Haak                          | Jeffrey Hoogland                     |
| Madison            | Dylan van Baarle & Yoeri Havik                      | Jesper Asselman & Nick Stöpler     | Michael Vingerling & Melvin van Zijl |
| Omnium             | Theo Bos                                            | Jenning Huizega                    | Roy van den Berg                     |
| Puntenkoers        | Wim Stroetinga                                      | Pim Ligthart                       | Jesper Asselman                      |
| Scratch            | Roy Pieters                                         | Jan-Willem van Schip               | Jesper Asselman                      |
| Sprint             | Theo Bos                                            | Roy van den Berg                   | Matthijs Büchli                      |
| Teamsprint         | Jeffrey Hoogland, Matthijs Büchli, Harrie Lavreysen | Theo Bos, Teun Mulder, Tim Veldt   |                                      |
| Tijdrit 1 km       | Theo Bos                                            | Jeffrey Hoogland                   | Roy Eefting                          |
| Vrouwen            |                                                     |                                    |                                      |
| Ind. achtervolging | Kirsten Wild                                        | Amy Pieters                        | Judith Bloem                         |
| Keirin             | Laurine van Riessen                                 | Elis Ligtlee                       | Haliegh Dolman                       |
| Madison            | Kirsten Wild & Nina Kessler                         | Kelly Markus & Amy Pieters         | Roxane Knetemann & Vera Koedooder    |
| Omnium             | Judith Bloem                                        | Marjolein van 't Geloof            | Kelly Markus                         |
| Puntenkoers        | Vera Koedooder                                      | Roxane Knetemann                   | Amy Pieters                          |
| Scratch            | Amy Pieters                                         | Kirsten Wild                       | Kelly Markus                         |
| Sprint             | Laurine van Riessen                                 | Elis Ligtlee                       | Kyra Lamberink & Haliegh Dolman      |
| Teamsprint         | Elis Ligtlee & Hetty van de Wouw                    | Janne Tiktak & Laurine van Riessen |                                      |
| Tijdrit 500 m      | Laurine van Riessen                                 | Elis Ligtlee                       | Kyra Lamberink                       |

2006 · 2007 · 2008 · 2009 · 2010 · 2011 · 2012 · 2013 · 2014 · 2015 · 2016 · 2017 · 2018 · 2019 · 2020 · 2021 · 2022 · 2023 · 2024 · 2025